# Castillo de Los Garres
Fortificación tardo-romana de entre los siglos IV y VII, emplazada sobre la falda septentrional de la sierra de la Cresta del Gallo, en el área denominada Quijal de La Vega, en la pedanía murciana de Los Garres (Región de Murcia, España).

## Historia
Los orígenes de la ocupación del cerro en el que se localiza la fortificación se sitúan en los siglos II y III, según las sigilatas aparecidas en el yacimiento. 
De la segunda mitad del siglo IV son originarias una serie de balsas, siendo posteriores las murallas de la acrópolis, ya que dicha construcción supuso la destrucción de una de las balsas y la permanencia extramuros de otras dos. La forma de la puerta de la referida muralla, comparable en alguna medida a la de Begastri, sugiere su construcción durante el siglo VI.
Aunque el emplazamiento irá perdiendo relevancia, la aparición en sucesivas excavaciones de elementos de cronología (no de factura) visigoda (como una cuenta de collar de vidrio, fragmentos de celosía y columna y dos jarritas exhumadas en 1940) indican que la ocupación continuó hasta el siglo VII.
La interpretación de los restos ha llevado a considerarla como una fortificación bizantina que formaría parte de las defensas en torno al campo de Cartagena ante su proximidad al puerto del Garruchal, o su relación con poblamientos tardorromanos-visigodos situados en el piedemonte, como la Basílica del Llano del Olivar, relacionada a su vez con la mítica ciudad de Eio.